# Chiasmus elongata
Chiasmus elongata är en insektsart som beskrevs av Singh 1969. Chiasmus elongata ingår i släktet Chiasmus och familjen dvärgstritar. Inga underarter finns listade i Catalogue of Life.